# Le assaggiatrici
Le assaggiatrici è un romanzo di Rosella Postorino pubblicato nel 2018 ed ispirato alla vera storia di Margot Wölk. Il romanzo ha vinto nel 2018 il Premio Campiello e il Premio Rapallo Carige per la donna scrittrice

## Storia editoriale
Postorino non ha mai avuto la possibilità di conoscere Margot Wölk, e ha deciso di scrivere un romanzo con un personaggio immaginario perché «racconta la guerra dal punto di vista delle donne, che restano a casa [...] ma che in questo caso fanno parte a loro volta di un piccolo esercito, un esercito senza armi se non il proprio corpo, e che come soldati sono costrette a sacrificare la propria esistenza per una causa più grande: il Terzo Reich.»

## Trama
Rosa Sauer è una donna tedesca di ventisei anni, sposata con Gregor, soldato dispiegato sul fronte russo. Nell'autunno '43 abbandona Berlino, dove è nata e dove vive, per trasferirsi a Gross-Partsch (oggi Parcz), un paese rurale allora nella Prussia Orientale, nella casa dei suoceri, Herta e Joseph, dove Gregor è cresciuto. 
Dopo una settimana dal suo arrivo, viene scelta dalle SS insieme ad altre nove donne per essere un'assaggiatrice di Hitler, mangiando il cibo destinato al dittatore, onde evitare che il Fuhrer sia avvelenato. La caserma in cui vengono portate a colazione, pranzo e cena è infatti situata a pochi chilometri dalla Tana del Lupo. 
Le donne si dividono in gruppi e Rosa inizia a stringere amicizia con Elfriede, Leni e altre mentre vengono mal viste dalle cosiddette Invasate, quelle più favorevoli a Hitler e al nazismo. 
Nel 1944, arriva in caserma un nuovo comandante delle SS, Albert Ziegler, che incute timore alle ragazze per i suoi modi severi e violenti. Rosa, inaspettatamente, instaurerà con il comandante un rapporto personale molto stretto, iniziando con lui una relazione clandestina. Dopo il fallito attentato a Hitler del 20 luglio 1944 anche le donne vengono controllate di più, costrette a vivere nella caserma dal lunedì al venerdì. 
Con l'imminente arrivo dell'Armata Rossa e la fuga di Hitler, Rosa riesce a fuggire a Berlino aiutata da Ziegler, ma non riuscirà a salvare le amiche e i suoceri.

## Personaggi

### Le assaggiatrici
- Rosa Sauer
Giovane donna nata e cresciuta a Berlino. Il padre è morto nei primi anni del Nazismo e la madre a causa di un bombardamento durante la guerra. È segretaria nello studio ingegneristico di Gregor, che diventerà suo marito. Ha un fratello, Franz, emigrato in America prima della guerra. Dopo essersi spostata nella Prussia Orientale, inizierà una relazione con Ziegler. e diventerà amica di Elfriede e Leni, per la quale diventerà una sorta di figura materna.
- Elfriede Khun
Donna misteriosa e taciturna, dal carattere complesso. Nonostante un inizio non roseo, diventerà molto amica di Rosa con la quale avrà un profondo rapporto. Alla fine del libro Ziegler scopre che è ebrea e la fa deportare insieme al padre.
- Leni
È la più giovane delle assaggiatrici, viene trattata un po' come una figlia da tutte le sue amiche.
- Augustine
- Gertrude
- Sabine
- Theodora
- Heike
- Ulla
- Beate

### Altri personaggi
- Albert Ziegler
Comandante delle SS inizialmente dispiegato in Ucraina nei gruppi incaricati di uccidere gli ebrei nei territori conquistati dalla Germania, chiede di essere trasferito, perdendo così la possibilità di fare carriera come avrebbe voluto. Estremamente zelante nel suo lavoro, inizierà una relazione con Rosa.
- Gregor
Ingegnere e marito di Rosa Sauer,  con la quale però non vuole fare un bambino poiché pessimista nei confronti del futuro. Entra volontariamente nell'esercito e viene spedito sul fronte russo.
- Herta e Joseph
Genitori di Gregor.
- Krümel
Cuoco di Hitler.

## Edizioni
- Rosella Postorino, Le assaggiatrici, collana Narratori, Giangiacomo Feltrinelli Editore, 2018, ISBN 9788807032691, OCLC 1020748562.

## Adattamento cinematografico
Dal 27 marzo 2025 è distributo l'adattamento cinematografico Le assaggiatrici diretto da Silvio Soldini.